# زوتو دوق بينيفينتو
زوتو أو زوتون أو زوتوني كان قائدًا عسكريًا (باللاتينية: dux) لومبارديًا في جنوب إيطاليا. يعتبر عمومًا أنه مؤسس دوقية بينيفينتو في عام 571 ودوقها الأول.